# Поллок, Джексон
Пол Дже́ксон По́ллок (англ. Paul Jackson Pollock; 28 января 1912 года — 11 августа 1956 года) — американский художник, идеолог и лидер абстрактного экспрессионизма, оказавший значительное влияние на искусство второй половины XX века.
Он был широко известен своей техникой наливания или разбрызгивания жидкой бытовой краски на горизонтальную поверхность («техника капельного орошения»), которая позволяла ему просматривать и рисовать свои полотна со всех сторон. Она также называлась «живописью действия», так как он использовал силу всего своего тела для рисования, часто в неистовом стиле танца. Эта крайняя форма абстракции разделила критиков: некоторые восхваляли непосредственность и беглость творения, другие высмеивали случайные эффекты. В 2016 году картина Поллока под названием «Номер 17А», как сообщалось, принесла 200 миллионов долларов США в виде частной покупки.
Будучи затворнической и изменчивой личностью, Поллок боролся с алкоголизмом на протяжении большей части своей жизни. В 1945 году он женился на художнице Ли Краснер, которая оказала большое влияние на его карьеру и наследие. Поллок погиб в возрасте 44 лет в автомобильной аварии, связанной с алкоголем. В декабре 1956 года, через четыре месяца после его смерти, была проведена мемориальная ретроспективная выставка Поллока в Музее современного искусства (МСИ) в Нью-Йорке. Большая, более полная выставка его работ, была проведена там же в 1967 году. В 1998 и 1999 годах его работы отмечены крупномасштабными ретроспективными выставками в МСИ и в Галерее Тейт в Лондоне.

## Детство
Джексон Поллок родился в штате Вайоминг в 1912 году. Он был младшим из пяти сыновей.
Первые пятнадцать лет его жизни семья переезжала с места на место. Когда Джексону было одиннадцать, его родители остановились в Аризоне. Именно там с ним произошёл несчастный случай: приятель отрубил ему фалангу пальца. Поллок обучался в Высшей школе прикладных искусств, где сблизился с одним из учителей, Фредериком Джоном Швамковским, который посвятил его в основы теософии. В 1930 году Поллок переехал в Нью-Йорк вслед за своим братом Чарльзом. Они вместе обучались у Томаса Бентона, который оказал влияние на Поллока, заметное в криволинейных волнистых ритмах его картин, а также в использовании деревенских сюжетов.

## Раннее творчество
В ранних работах Поллока видно влияние мексиканских художников Диего Риверы и Хосе Клементе Ороско, которыми он восхищался в то время. После знакомства с работами Пабло Пикассо и сюрреалистов его творчество становится более символическим. В течение 1930-х годов он много путешествует по США., однако в 1934 году обосновывается в Нью-Йорке.
В 1943 году его работу «Волчица» покупает Нью-Йоркский музей современного искусства, а также появляются первые публикации о нём.
Длительное время Поллок пытается с помощью психоанализа справиться с депрессией, что обусловливает его интерес к теории Карла Густава Юнга об архетипах, оказавшей сильное влияние на его работы 1938—1944 годов.

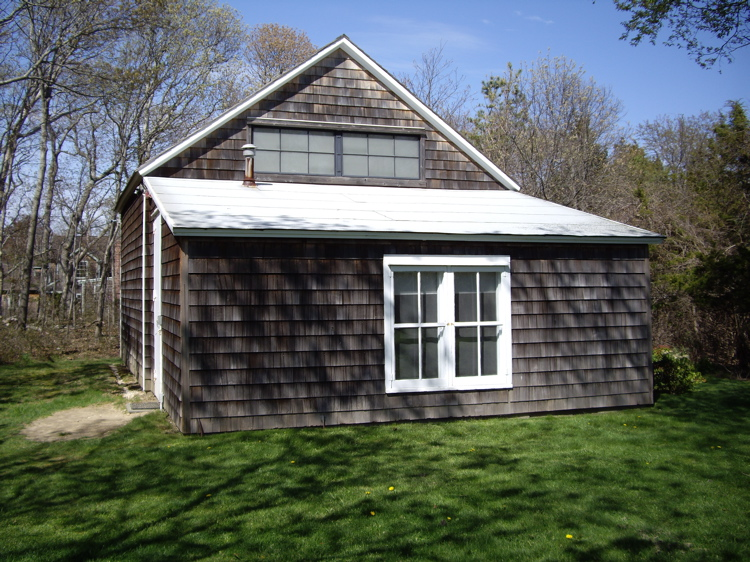
Мастерская Поллока в Спрингсе

## Жизнь в Спрингсе и создание уникальной техники
В 1944 году Поллок обвенчался с Ли Краснер и в 1945 они переехали в Спрингс в Ист-Хамптон. В Спрингсе они купили типичный для этой местности двухэтажный фермерский дом с сараем, в котором Поллок обустроил мастерскую. В 1947 году Поллок изобрёл новую технику — он начал работать на холстах огромного размера, расстилая их прямо на полу, и разбрызгивать краску с кистей, не прикасаясь ими к поверхности. Впоследствии такую технику стали называть «капельной живописью» или «дриппингом», хотя сам художник предпочитал термин «льющаяся техника». Именно из-за этого он получил прозвище «Джек Разбрызгиватель» (англ. Jack the Dripper).

Моя живопись никак не связана с мольбертом. Я едва ли хоть раз натягивал холст на подрамник. Я предпочитаю прибить холст к стенке или полу. Я должен чувствовать сопротивление твердой поверхности. На полу легче всего. Я чувствую себя ближе к живописи, её частью, я могу ходить вокруг неё, работать с четырёх сторон и буквально быть внутри неё.
Я продолжаю отходить от обычных инструментов художника, таких как мольберт, палитра и кисти. Я предпочитаю палочки, совки, ножи и льющуюся краску или смесь краски с песком, битым стеклом или чем-то ещё.
Когда я внутри живописи, я не осознаю, что я делаю. Понимание приходит позже. У меня нет страха перед изменениями или разрушением образа, поскольку картина живёт своей собственной жизнью. Я просто помогаю ей выйти наружу. Но если я теряю контакт с картиной, получается грязь и беспорядок. Если же нет, то это чистая гармония, легкость того, как ты берёшь и отдаёшь.

Поллок был знаком с так называемой песчаной живописью — ритуальным обычаем индейцев навахо создавать картины из песка. Он видел экспозицию в Музее современного искусства в 1940-е, кроме того он мог встретиться с ней во время своего путешествия по Западу, хотя этот вопрос до конца не выяснен. Другие влияния на его технику разбрызгивания — это упомянутые выше Ривера и Ороско, а также сюрреалистический автоматизм. Поллок не признавал существования "случая", у него обычно были конкретные идеи создания картины. Это воплощалось в движениях его тела, которые он полностью контролировал, в сочетании с густым потоком краски, силой гравитации и тем, как впитывалась краска в холст. Сочетание управляемого и неуправляемого. Бросая, швыряя, брызгая, он энергично перемещался вокруг холста, как будто танцуя и не останавливался, пока не видел того, чего хотел увидеть.
Ханс Намут (англ.), молодой студент-фотограф, заинтересовался творчеством Поллока и хотел сфотографировать его за работой и снять фильм. Поллок даже обещал начать новую работу специально для фотосессии, однако, когда Намут приехал, извинился и сообщил, что работа уже окончена. Комментарий Намута:

Влажный забрызганный холст застилал весь пол. . . . Стояла полная тишина. . . . Поллок посмотрел на работу. Затем неожиданно поднял банку и кисть и начал передвигаться вокруг холста. Как будто он вдруг понял, что работа не завершена. Его движения, медленные в начале, постепенно становились быстрее и все более похожими на танец, он швырял чёрную, белую и ржавую краски на холст. Он совершенно забыл о том, что Ли и я присутствуем при этом, казалось, что он не слышит щелчков затвора объектива. . . . Я снимал все это время, пока он увлеченно работал, возможно прошло полчаса. Все это время Поллок не останавливался. Как только у него хватало сил? После он сказал: «Вот и все.»

Выставка работ Поллока в Галерее Бетти Парсонс в 1948 году была сенсацией и имела финансовый успех. Поллок смог обзавестись мастерской большего размера и там создал в 1950 году серию из шести работ, впоследствии ставших наиболее известными. В 1949 журнал «Life Magazine» назвал Поллока величайшим американским художником.

## 1950-е и позже
После 1951 года работы Поллока стали темнее по цвету, часто даже чёрными, а также вновь возникли фигуративные элементы. Поллок стал выставлять свои работы в галерее, более ориентированной на коммерческий успех, и они пользовались огромным спросом со стороны коллекционеров нового искусства. Под этим давлением у Поллока усилилась склонность к алкоголизму.

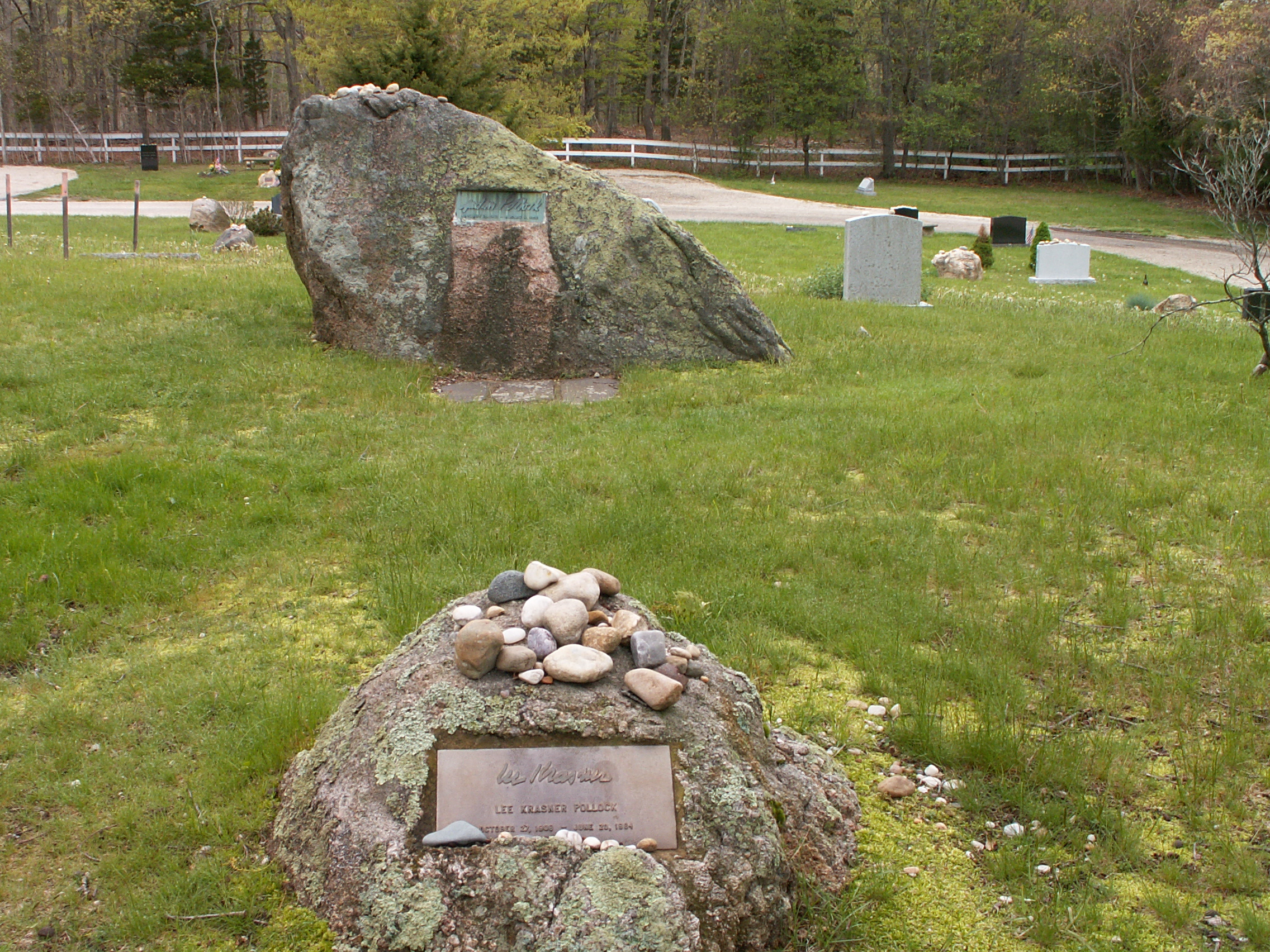
Могила Джексона Поллока

Всю жизнь боровшийся с алкоголизмом, Поллок погиб в автокатастрофе, ведя машину в нетрезвом состоянии, в Спрингсе, 11 августа 1956 в возрасте 44 лет. Один из пассажиров скончался на месте, его девушка выжила. После его смерти галерея Поллока продала все его работы, оставшиеся в студии, включая и те, которые были не готовы.
Его работа «Номер 11» (также известная как «Синие столбы») 1952 года была продана в 1973-м за 2 миллиона долларов США, в то время это была рекордно высокая цена за произведение современного искусства.

## Критика
Работы Поллока всегда разделяли критиков на разные лагеря. Гарольд Розенберг говорил о трансформации живописи в экзистенциальную драму, то, что появляется на холсте — это не изображение, а случай. Важным событием было решение рисовать для того, чтобы «просто рисовать». Телодвижения Поллока вокруг холста — это телодвижения освобождения от ценностей: политических, эстетических, моральных.
Клемент Гринберг провозгласил абстрактный экспрессионизм и, в частности Поллока, кратким изложением эстетических ценностей. Таким образом, работы Поллока представлялись лучшей живописью этого времени, кульминацией художественной традиции, возвращающейся в работах кубистов и Сезанна к Моне, в которых живопись становилась чище и более концентрированной.
Левое крыло критиков рассматривало работы Поллока в политическом контексте и объясняло их успех идеологической ценностью в рамках американского империализма. Они обратили внимание на то, что посмертная выставка Поллока спонсировалась ЦРУ и сделали вывод, что правящий класс выбрал Поллока как средство борьбы с влиянием Парижа и как противопоставление соцреализму. Таким образом, Поллока поддерживали и продвигали как «оружие в холодной войне».
Другие критики, такие как Крейг Браун, были поражены тем, что «эти обои» могут иметь какое-то отношение к истории искусства и могут встать рядом с работами Джотто, Тициана и Веласкеса.
Заголовок «Reynolds News» в 1959 году гласил: «Это не искусство — это шутка, причём дурного вкуса».
Сальвадор Дали так охарактеризовал его в своём «Дневнике гения»: «Поллок: Марсельеза абстрактного. Романтик праздников и фейерверков, как первый ташист-сенсуалист Монтичелли. Он не так плох, как Тёрнер. Ведь он ещё большее ничто».

## Значимые работы
- 1942 — «Мужское и женское» («Male and Female»)
- 1942 — «Стенографическая фигура» («Stenographic Figure»)
- 1943 — «Фреска» («Mural»)
- 1943 — «Женщина-луна разрезающая круг» («Moon-Woman Cuts the Circle»)
- 1943 — «Волчица» («The She-Wolf»)
- 1943 — «Голубое (Моби Дик)» («Blue (Moby Dick)»)
- 1946 — «Глаза в жару» («Eyes in the Heat»)
- 1946 — «Ключ» («The Key»)
- 1946 — «Чайная чашка» («The Tea Cup»)
- 1946 — «Мерцающая субстанция» («Shimmering Substance»)
- 1947 — «Full Fathom Five»
- 1947 — «Собор» («Cathedral»)
- 1947 — «Сближение» («Convergence»)
- 1947 — «Зачарованный лес» («Enchanted Forest»)
- 1948 — «№ 5, 1948»
- 1948 — «Живопись» («Painting»)
- 1948 — «Номер 8» («Number 8»)
- 1948 — «Лето: номер 9А» («Summertime: Number 9A»)
- 1950 — «Номер 1» («Number 1, 1950 (Lavender Mist)»)
- 1950 — «Осенний ритм» («Autumn Rhythm: № 30, 1950»)
- 1950 — «Один: номер 31» («One: № 31, 1950»)
- 1951 — «Номер 7» («Number 7»)
- 1952 — «Синие столбы» («Blue Poles: № 11, 1952»)
- 1953 — «Портрет и мечта» («Portrait and a Dream»)
- 1953 — «Пасха и тотем» («Easter and the Totem»)
- 1953 — «Серость океана» («Ocean Greyness»)
- 1953 — «Глубина» («The Deep»)

### Номер 5
В 2006 году на аукционе «Сотбис» за картину «№ 5, 1948» была предложена сумма 140 млн долларов. Купленное полотно стало на тот момент самой дорогой картиной в мире. Дэвид Геффен, знаменитый кинопродюсер и коллекционер, продал её мексиканскому финансисту Дэвиду Мартинесу.

### В кинематографе
- О нём сняты документальные фильмы «Джексон Поллок» (1987), «Джексон Поллок: любовь и смерть на Лонг-Айленде» (1999), «Что за хрен этот Джексон Поллок?» (Who the *$&% Is Jackson Pollock?) (2006), а также игровой фильм «Поллок» (2000), где его сыграл Эд Харрис.
- В фильме «Контрабанда» герои случайно крадут картину «№ 5, 1948», не предполагая её истинной стоимости и принимая за тряпку. Только в конце фильма они случайно узнают о её стоимости в 140 миллионов долларов. Напрямую название картины не упоминается, только имя автора — Джексон Поллок.
- В фильме «Из машины» на примере картины «№ 5, 1948» создатель искусственного интеллекта объясняет принцип, который он использовал для создания искусственного интеллекта.
- В кинематографической картине «Расплата» фигурирует знаменитое полотно Поллока «Free Form»[15], выдаваемое за подлинное. Впервые встречается в трейлере над постелью главного героя.
- В кинофильме Дэвида Кроненберга «Космополис» начальные титры стилизованы под Поллока, а главный герой упивается полотнами абстракционистов.

## Интересные факты
- 13 июня 2017 года CNN сообщил, что в США пенсионер выставил на торги утерянную картину Джексона Поллока. Он разбирал свой гараж перед переездом в дом престарелых и нашёл несколько картин, среди которых и была работа Поллока[16].
- В 2006 году вышел американский документальный фильм «Что за хрен этот Джексон Поллок?». В фильме показана история водителя грузовика Тери Хортон, купившей на распродаже картину за 5 долларов, которая после проверки оказалась подлинной картиной Джексона Поллока с предположительной стоимостью 30-50 миллионов долларов. Узнав, что в её руках находится подлинник, Тери Хортон пытается всеми способами доказать это общественности. Оказалось, что доказать подлинность абстрактной картины — очень сложная задача.